# 滨河科尔梅纳尔
滨河科尔梅纳尔，是西班牙马德里自治区的一个市镇。总面积51平方公里，总人口1006人（2001年），人口密度20人/平方公里。